# Planície da Trácia Superior

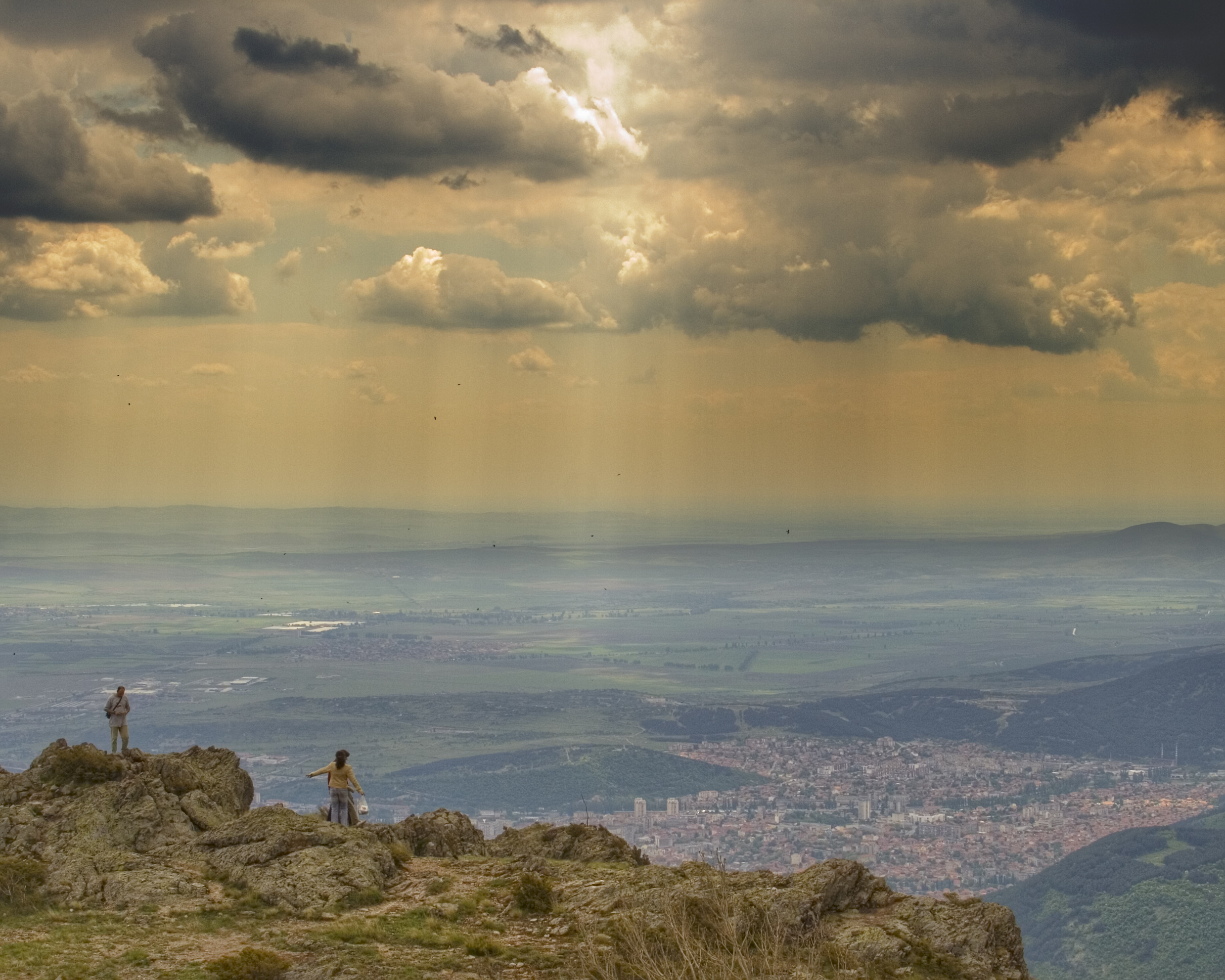
Vista da cidade de Sliven e da Planície da Trácia Superior visto pela face sul da cordilheira dos Balcãs.

A Planície da Trácia Superior (em búlgaro:  Горнотракийска низина - Gornotrakiyska nizina) é a parte norte da Trácia. Está localizada na região sul da Bulgária, entre as montanhas de Sredna Gora para o norte e oeste; os Ródopes, Sakar e Strandzha para o sul; e o mar Negro para o leste. Uma fértil região agrícola, a Planície da Trácia Superior tem uma área 6 032 km2 e uma elevação média de 168 m. A planície é parte da Trácia Setentrional (Северна Тракия - Severna Trakiya). O clima é continental transicional. A maior temperatura já registrada na Bulgária ocorreu ali: 45,2 Cº em Sadovo em 1916. A precipitação é de 550 mm. Rios mais importantes da região são o Maritsa e seus tributários, Tundzha, o Stryama, Topolnitsa e Vacha.
Cidades importantes são Plovdiv, Burgas, Stara Zagora, Pazardzhik, Asenovgrad, Haskovo, Yambol e Sliven.